# Masillastega rectirostris
Masillastega rectirostris — викопний вид сулоподібних птахів родини сулових (Sulidae), що існував в еоцені в Європі. Рештки черепа, з якого описано вид, знайдені у Месельському кар'єрі в Німеччині. На відміну від сучасних олушевих, птах тримався прісних водойм. Він мав довший дзьоб відносно сучасних олушевих. Розмах крил сягав 160 см.